# 虛擬戰場系統2
虛擬戰場系統2（Virtual Battle Space 2，簡稱 VBS2）是波希米亞互動模拟的一款虛擬戰場系統系列的續作，應續作同樣也是為國家軍事訓練及教導指揮而開發的一款戰術訓練使用3D軟件，作為一款國家軍方組織使用的戰術訓練軟件，只供給國家軍方組織使用，不是作民用娛樂的，應用範圍當今美軍及許多北約國家正規部隊及軍事組織的專業軍事訓練，虛擬戰場系統2的操作玩法都是同前作一樣玩法，同樣虛擬戰場系統2的操作玩法都是以民用娛樂的武裝突襲以及閃點行動大至一樣，只是比這兩款遊戲的內容較專業化以及沒有關卡任務內容。應續作同樣也有保留虛擬戰場系統系列的任務編輯器、多人連線等內容。
虛擬戰場系統2軟件發行時間為2007年4月17日。

## 國家軍事部門購買並使用VBS軟件列表（2007年資料）
- 澳大利亞國防軍
- 新西蘭國防軍
- 英國國防部
- 美國約翰甘迺迪特種作戰中心及特種作戰學校
- 美國海軍陸戰隊

## 参看
- 虛擬戰場系統
- 闪点行动
- 武装突袭

## 外部連結
- 虛擬戰場系統2官方網站